# Borocera
Genre
Borocera est un genre de lépidoptères (papillons) de la famille des Lasiocampidae.

## Liste d'espèces
Selon BioLib (3 janvier 2021) :
- Borocera cajani Vinson, 1863
- Borocera madagascariensis Boisduval, 1833
- Borocera marginepunctata Guérin-Meneville, 1844
- Borocera mimus De Lajonquière, 1973
- Borocera nigricornis De Lajonquière, 1973